# Arthur L. Reed
Arthur L. Reed est un coureur cycliste britannique. Il a notamment été champion du monde de vitesse amateur en 1903.

## Palmarès
- 1903
  -  Champion du monde de vitesse amateur
- 1904
  - Grand Prix de Paris
  -  Médaillé d'argent du championnat du monde de vitesse amateur